# Claddagh Ring
Claddagh Ring er en fingerring, som stammer fra det irske fiskerleje Claddagh ved Galway (County Galway). Ringen viser to hænder, som holder et hjerte med en krone. Hjertet symboliserer kærlighed, hænderne venskab og kronen troskab. Ringen er også i nutiden også uden for Irland en populær forlovelses- og vielsesring
Claddagh er i dag en forstad til Galway. Her levede Richard Ioyce mellem 1660 og 1737.
Lige før sit planlagte bryllup blev han bortført af mauriske sørøvere og solgt som slave til en maurisk sølvsmed. Han lærte hurtig håndværket, og hans mesterstykke var ringen, der symboliserede hans længsel efter sin forlovede. Ringen blev senere kendt som "Claddagh Ring".
Det var Richards held, at Vilhelm 3. af England kort efter sin tronbestigelse i 1689 frikøbte de britiske slaver. 
Selv om hans tidligere herre tilbød ham sin forretning og datter, vendte Richard tilbage til Claddagh og giftede sig med den ventende brud.
Selv om der ved alle myter kan være tvivl om deres rigtighed, er det sikkert at den er signeret med R.I og der har været en sølvsmed med navnet Richard Ioyes. I øvrigt er signaturen et anker som symboliserer håb.

## Ekstern henvisning
- Officiell Claddagh-Ring hjemmeside